# Berthegon

Berthegon este o comună în departamentul Vienne, Franța. În 2009 avea o populație de 277 de locuitori.